# Oriane Moulin
Oriane Moulin (Charleroi, 18 februari 2000) is een Belgisch volleybalster.

## Levensloop
Moulin begon omstreeks 2009 met volleyballen bij Tchalou Volley. In 2020 maakte ze de overstap naar ES Charleroi Volley.
In 2017 debuteerde ze op zestienjarige leeftijd bij de Young Yellow Tigers (U20) en een jaar later maakte ze deel uit van het Belgisch volleybalteam dat deelnam aan de Nations League van 2018.
Haar tweelingzus Romane is ook actief in het volleybal.